# Hilversumsestraatweg 22
Hilversumsestraatweg 22 of Zouthuisje is een voormalig rijksmonument bij Lage Vuursche aan de Hilversumsestraatweg tussen Baarn en Hilversum. Het gebouw werd na een brand in 1994 helemaal gerestaureerd.
Het witte pand heeft een met riet gedekte overstekende kap en doet wat Chinees aan. In het midden van de symmetrische voorgevel zit de deur. De daklijst is versierd met een gekartelde rand, op het dak zijn twee dakkapellen aangebracht.

## Zouthuisje
Het huis wordt ook wel 'zouthuisje' genoemd, hier moest vroeger belasting over zout dat vervoerd werd worden betaald. Het werd ook als tolhuis gebruikt.